# B.B. King
B. B. King, all'anagrafe Riley B. King (Itta Bena, 16 settembre 1925 – Las Vegas, 14 maggio 2015), è stato un chitarrista, cantante, compositore e produttore discografico statunitense.
È stato uno dei più importanti esponenti della storia del blues ed è considerato come uno dei chitarristi più influenti della storia della musica. Con la sua "Lucille", una chitarra Gibson ES-335 custom, è diventato un'icona stessa del genere musicale già a partire dagli anni cinquanta. Nella sua carriera ha vinto numerosi premi tra i quali 15 Grammy Awards e l'inserimento da parte di Rolling Stone nella classifica dei 100 migliori chitarristi di sempre.

## Biografia

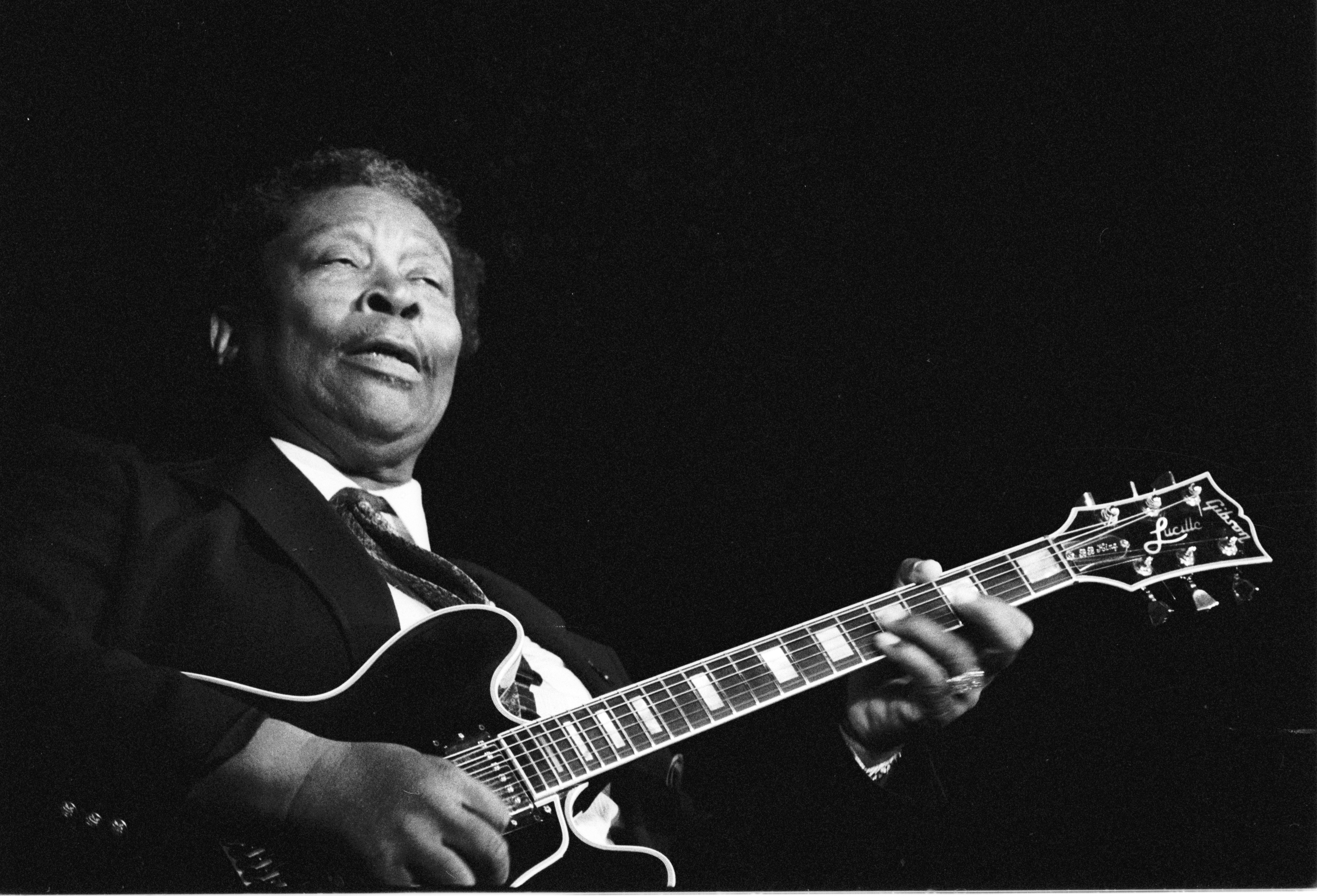
B. B. King in concerto in Francia (1989)

Nato a Itta Bena il 16 settembre 1925 da Albert e Nora Ella King, King passò molta della sua infanzia vivendo con la madre e la nonna, lavorando come contadino. King ha detto che veniva pagato 35 centesimi per ogni 100 libbre (45 kg) di cotone che raccoglieva, prima di scoprire il suo talento. Da giovane, si appassionò ai cantanti neri come T-Bone Walker e Lonnie Johnson e artisti jazz come Charlie Christian e Django Reinhardt. Presto incominciò a esercitarsi cantando musica gospel in chiesa.
Nel 1943 King si trasferì a Indianola e tre anni dopo a Memphis, dove affinò la sua tecnica di chitarrista con l'aiuto del cugino, il chitarrista country blues Bukka White. Alla fine, King incominciò a trasmettere la sua musica dal vivo sulla radio di Memphis WDIA come disc-jockey, una stazione che aveva da poco cambiato la propria programmazione per trasmettere soltanto musica nera, cosa estremamente rara all'epoca. Alla radio King incominciò ad usare il nome The Pepticon Boy, che più tardi divenne The Blues Boy from Beale Street (il ragazzo del blues di Beale Street) o più semplicemente The Beale Street Blues Boy: il nome fu poi abbreviato a Blues Boy e, infine, a B.B..

Nel 1949 King cominciò a registrare canzoni per la RPM Records di Los Angeles. Gran parte delle sue prime registrazioni furono prodotte da Sam Phillips che poi avrebbe fondato la leggendaria Sun Records. Negli anni cinquanta King divenne uno degli esponenti principali del panorama R&B collezionando una lunga lista di hits tra i quali You Know I Love You, Woke Up This Morning, Please Love Me, When My Heart Beats Like a Hammer, Whole Lotta' Love, You Upset Me Baby, Every Day I Have the Blues, Sneakin' Around, Ten Long Years, Bad Luck, Sweet Little Angel, On My Word of Honor, e Please Accept My Love. Nel 1962 King firmò per la ABC-Paramount Records. Nel novembre del 1964 King registrò al Regal Theater di Chicago l'album Live at the Regal che sarebbe ben presto entrato nella leggenda.

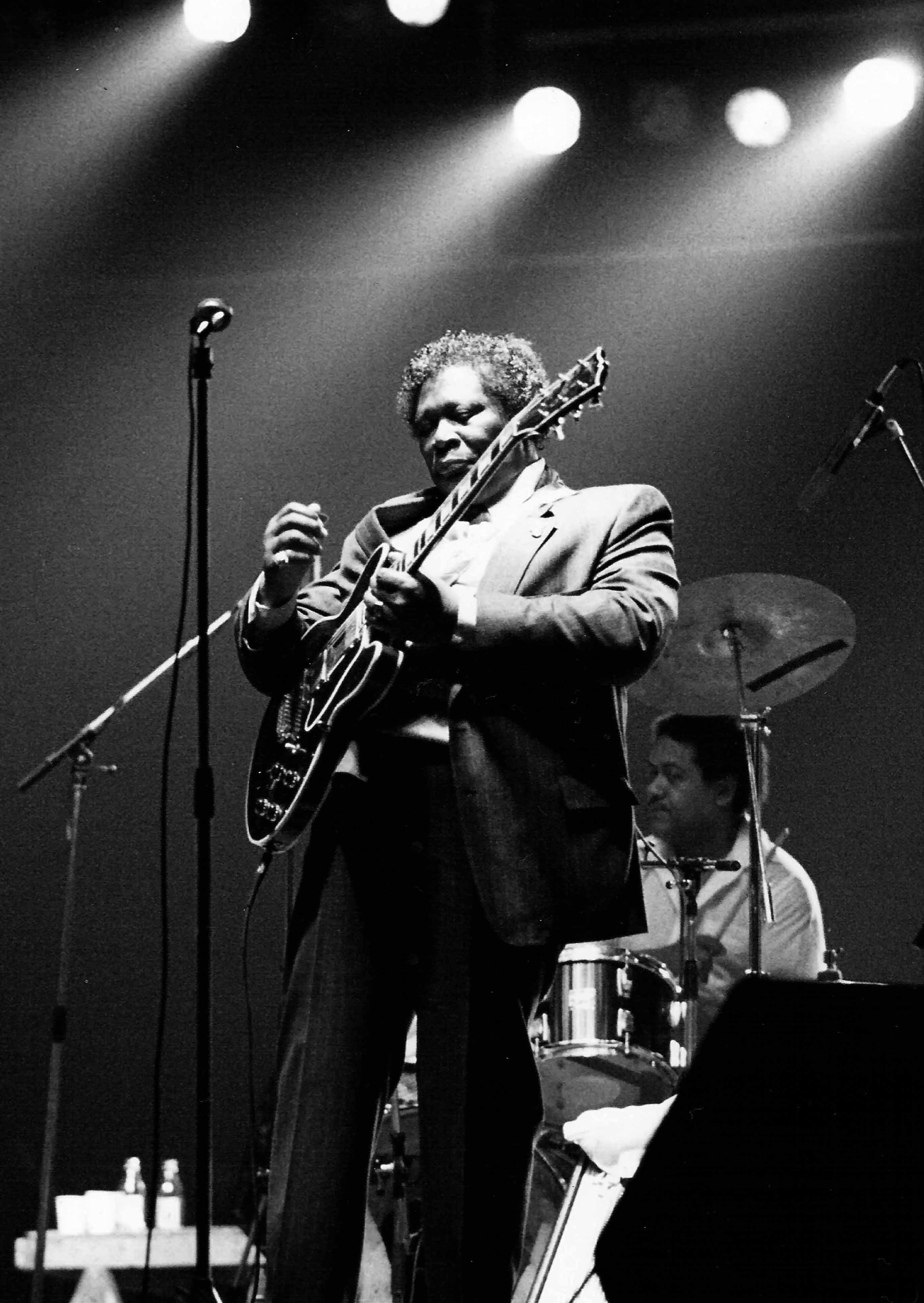
B.B. King con la sua Lucille

Il primo successo di King al di fuori del mercato blues fu una riedizione di The Thrill Is Gone di Roy Hawkins che nel 1969 scalò le classifiche sia pop che R&B, evento molto raro anche nel ventunesimo secolo e vinse il Grammy Award for Best Male R&B Vocal Performance. L'elenco dei successi di King continuò per tutti gli anni settanta con canzoni quali To Know You Is to Love You e I Like to Live the Love. Dal 1951 al 1985 King è apparso sulle classifiche R&B di Billboard ben 74 volte. Nel 1986 vince il Grammy Award for Best Traditional Blues Album con My Guitar Sings the Blues.
Nei decenni successivi King ha registrato sempre meno senza perdere in popolarità grazie alla partecipazione a film e show televisivi (tra cui una puntata de I Robinson dove interpreta se stesso) e tenendo annualmente circa 300 serate. Nel 1988 ha conquistato una nuova generazione di fan grazie al singolo When Love Comes to Town, suonata insieme agli U2. Nel 2000 ha invece registrato Riding with the King in coppia con Eric Clapton.
In Italia, tra le sue esibizioni, si ricorda la sua partecipazione, nel 1990, al Pistoia Blues Festival con Jeff Healey ed Edoardo Bennato dove i tre artisti interpretarono alcuni brani tra i quali quello di Edoardo, Signor censore. Singolare è inoltre una sua esibizione insieme all'attore Bruce Willis, suo fan, e Anthony Jacobson, un amico d'infanzia.
Nel 2004 King fu insignito di una laurea ad honorem dalla Università del Mississippi. Nel 2005 per festeggiare gli 80 anni pubblicò un album pieno di ospiti: Van Morrison, Billy Gibbons, Eric Clapton, Sheryl Crow, Darryl Hall & John Oates, John Mayer, Mark Knopfler, Glenn Frey, Gloria Estefan, Roger Daltrey, Bobby Bland ed Elton John. King donò la sua collezione blues all'Ole Miss Center for Southern Studies.

### Morte
B.B. King morì all'età di 89 anni a casa sua, a Las Vegas, la notte fra il 14 e il 15 maggio 2015, per le conseguenze del diabete di cui era affetto da tempo. I funerali si tennero il 31 maggio alla Bell Grove Missionary Baptist Church di Indianola in Mississippi, alla presenza di migliaia di persone.

## Vita privata
King fu sposato due volte: con Martha Lee Denton, dal novembre 1946 al 1952, e con Sue Carol Hall, dal 1958 al 1966, divorziando poi da entrambe le mogli. Ebbe quindici figli, tutti generati con diverse donne al di fuori dei matrimoni: quattro gli premorirono . Dopo il decesso dell'artista, tre persone si fecero avanti, affermando che King era il loro padre.
Aveva la regolare licenza di volo, essendo pilota certificato dalla FAA. Usava il suo aereo personale soprattutto per spostarsi nelle varie tappe dei tour; smise di pilotare intorno all'età di 70 anni. 

## King e ”Lucille”

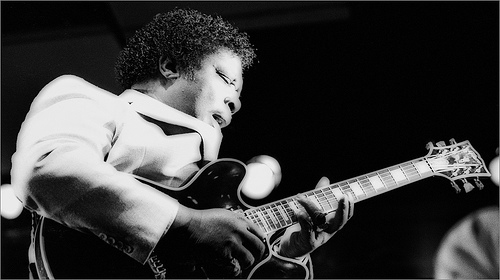
B. B. King in concerto a Roma (1984)

Nell'inverno del 1949 King stava suonando in una sala da ballo nell'Arkansas. Per riscaldare il locale era stato acceso un barile con kerosene, una pratica non troppo insolita. Due uomini incominciarono a litigare, facendo cadere il barile e il kerosene sul pavimento: ciò scatenò un incendio e la conseguente evacuazione. Una volta fuori, King si rese conto di aver lasciato indietro la chitarra (una Gibson semi acustica) e rientrò per recuperarla. Il giorno dopo King scoprì che i due uomini avevano litigato per una donna chiamata Lucille e decise di chiamare Lucille la sua prima chitarra e tutte le altre chitarre che possedette da allora, per ricordarsi di non fare mai più una cosa del genere.
In particolare, Lucille è una Gibson Custom Shop basata sul modello ES-335 (King suonò anche ES-175, ES-330, ES-345 ma è della 335 che fece il suo marchio), una chitarra semiacustica nera prodotta su misura per lui e costruita secondo le sue specifiche. Come altre 335, Lucille ha il Vari-tone, un selettore rotativo che interviene inserendo diverse combinazioni R/C per dare diversi tagli al suono proveniente dai pickup; si va da un suono gonfio e rotondo fino a un suono più fine e sottile, adatto al funky. A differenza delle normali ES-335, non ha le buche a effe pur essendo semiacustica, e ha il manico in acero anziché in mogano.

## Stile musicale e influenza

### Stile
Lo stile chitarristico di King era caratterizzato da suoni caldi e incisivi, che davano vita ad uno stile di blues elegante che lo ha sempre contraddistinto nell’arco di tutta la sua carriera. Il suo approccio allo strumento era anche caratterizzato da esclusive parti solistiche che si alternavano al canto, senza quasi mai sfociare in parti di accompagnamento, se non per altri musicisti.

### Collaborazioni
Nella sua carriera ha suonato insieme a moltissimi artisti e gruppi, tra cui Eric Clapton, Buddy Guy, David Gilmour, Steve Winwood, Muddy Waters, Paul Butterfield, James Burton, Luciano Pavarotti, Richie Sambora, Phil Collins, Billy Ocean, Stevie Ray Vaughan, Etta James, Gladys Knight, Chaka Khan, James Brown, Jerry Lee Lewis, Little Richard, Ray Charles, Albert King, Gary Moore, Diane Schuur, Slash, U2, John Mayer, Jeff Beck, Gloria Estefan, Roger Daltrey, Bobby Bland, Zucchero Fornaciari, Tracy Chapman, Sheryl Crow, Billy Preston, Elton John, Edoardo Bennato, Mark Knopfler, Van Morrison, Billy Gibbons, Robert Cray, Willie Nelson, Brad Paisley e Aretha Franklin.

## Discografia

### Album in studio
- 1957 - Singin' the Blues
- 1958 - The Blues
- 1959 - B. B. King Wails
- 1959 - Sings Spirituals
- 1960 - The Great B. B. King
- 1960 - My Kind of Blues
- 1961 - Blues for Me
- 1962 - Blues in My Heart
- 1962 - Easy Listening Blues
- 1963 - B. B. King
- 1963 - Mr. Blues
- 1966 - Confessin' the Blues
- 1968 - Blues on Top of Blues
- 1968 - Lucille
- 1969 - Live & Well
- 1969 - Completely Well
- 1970 - Indianola Mississippi Seeds
- 1971 - Live in Cook County Jail
- 1971 - B.B. King in London
- 1972 - L.A. Midnight
- 1972 - Guess Who
- 1973 - To Know You Is to Love You
- 1974 - Friends
- 1977 - King Size
- 1978 - Midnight Believer
- 1979 - Take It Home
- 1981 - There Must Be a Better World Somewhere - Grammy Award alla miglior registrazione di musica etnica o tradizionale
- 1982 - Love Me Tender
- 1983 - Blues 'N' Jazz - Grammy Award for Best Traditional Blues Album
- 1985 - Six Silver Strings
- 1989 - King of Blues
- 1991 - There Is Always One More Time
- 1993 - Blues Summit - Grammy Award for Best Traditional Blues Album
- 1995 - Lucille & Friends
- 1997 - Deuces Wild - nona posizione in Nuova Zelanda
- 1998 - Blues on the Bayou - Grammy Award for Best Traditional Blues Album
- 1999 - Let the Good Times Roll
- 2000 - Riding with the King
- 2000 - Makin' Love Is Good for You
- 2001 - A Christmas Celebration of Hope - Grammy Award for Best Traditional Blues Album
- 2003 - Reflections
- 2005 - B. B. King & Friends: 80
- 2008 - One Kind Favor

### Live
- 1965 - Live at the Regal
- 1967 - Blues is King
- 1970 - The Incredible Soul of B. B. King
- 1971 - Live in Cook County Jail
- 1974 - Together for the First Time... Live
- 1980 - Live "Now Appearing" at Ole Miss
- 1987 - Live and Well
- 1990 - Live at San Quentin - Grammy Award for Best Traditional Blues Album
- 1990 - B.B. King and Sons Live
- 1991 - Live at the Apollo - Grammy Award for Best Traditional Blues Album
- 1993 - Live at Montreux
- 1996 - How Blue Can You Get? Live Performances
- 1997 - Live at the Regal
- 1998 - Live in Cook County Jail
- 1999 - Live in Japan
- 2002 - Royal Jam - The Crusaders with B.B. King and the Royal Philharmonic Orchestra
- 2008 - B.B. King Live
- 2012 - Live at the Royal Albert Hall 2011

### Raccolte
- 1960 - The Electric B.B. King - His Best
- 1987 - One Nighter Blues
- 1998 - His Best - The Electric B.B. King
- 1998 - Greatest Hits
- 1999 - Millennium Collection - 20th Century Masters
- 1999 - His Definitive Greatest Hits
- 2000 - Anthology
- 2001 - Here & There - The Uncollected B.B. King
- 2003 - Christmas Collection - 20th Century Masters
- 2005 - Ultimate Collection
- 2005 - B. B. King & Friends: 80